# Campeonato Gaúcho de Futebol Sub-20 - Série A2
O Campeonato Gaúcho de Futebol Sub-20 - Série A2 é um campeonato de futebol amador realizado pela Federação Gaúcha de Futebol. O campeonato começou a ser disputado em 2023, após a instituição do Ranking de Clubes da Categorias de Base pela FGF. A competição garante ao campeão e ao vice a participação no Campeonato Gaúcho de Futebol Sub-20 - Série A1 do ano seguinte.

## Títulos por equipe
| Clube                       | Campeão | Anos dos Títulos | Vice | Anos dos Vice-Campeonatos |
| --------------------------- | ------- | ---------------- | ---- | ------------------------- |
| Real SC (Tramandaí)         | 1       | 2023             | 0    |                           |
| Ivoti (Ivoti)               | 1       | 2024             | 0    |                           |
| Futebol com Vida (Viamão)   | 0       |                  | 1    | 2023                      |
| Brasil de Pelotas (Pelotas) | 0       |                  | 1    | 2024                      |